# Pietro di Sanclemente
(Filadelfo Mugnos, Raguagli historici del Vespro Siciliano, Palermo, 1669, pag. 131)
Pietro di Sanclemente, noto anche come Pere de Santcliment o Pedro de Sanclemente (Barcellona, XIII secolo – Salemi, c. 1300), è stato un nobile e militare spagnolo naturalizzato italiano.

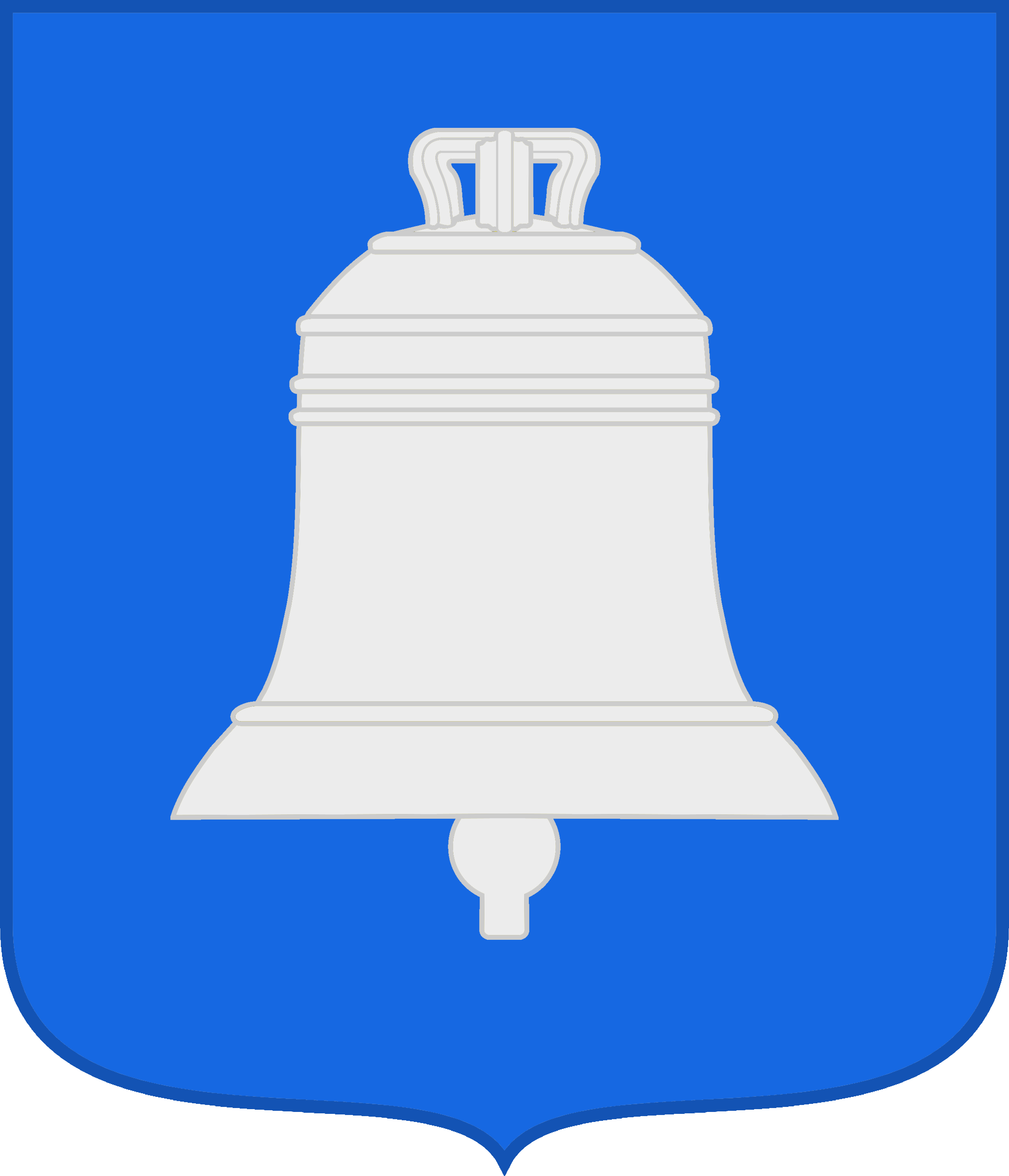
Stemma della famiglia Sanclemente

Fu il primo esponente della famiglia Santcliment a trasferirsi in Sicilia ed è considerato da storici quali il Mugnos e il Mango capostipite della famiglia Sanclemente. Fu barone di Gibilichaleph, signore di Gibiluasili e castellano di Salemi negli anni che seguirono la conquista aragonese della Sicilia.

## Biografia
Membro di una nobile famiglia della Corona d'Aragona, era parente di Pere I de Santcliment, alto funzionario e consigliere reale di Pietro III d'Aragona, e dell'ammiraglio Pere II de Santcliment. Fu il capostipite dei Sanclemente, ramo siciliano dei Santcliment di Barcellona. 
Ramon Muntaner lo annovera tra i cavalieri di nobili famiglie catalane che il 31 agosto 1282 sbarcarono a Trapani al seguito di Pietro d'Aragona. 
Partecipò alle guerre del Vespro al fianco del sovrano aragonese e venne ricompensato dal monarca con la castellania salemitana e i due feudi di Gibilichaleph e Gibiluasili.
Prima di stabilirsi a Salemi si trattenne per qualche tempo a Trapani, dove fissò la propria residenza e ottenne l'ufficio di conservatore della gente d'armi, ossia fu il magistrato incaricato di curare l'osservanza dei regolamenti militari aragonesi, ricoprendo altresì incarichi di amministrazione dell'esercito in assetto di guerra.
Trasferitosi a Salemi, nel 1282 venne nominato castellano della fortezza normanna.
A Salemi la famiglia Sanclemente fiorì. Un suo parente, Rumbao, venne creato miles nel 1283. I suoi feudi passarono invece a Claramunda. 
Qualche decennio più tardi troviamo a Salemi, tra i suoi discendenti, Luigia, moglie di Pietro Bruno, barone di Canetici, procuratore generale del re Martino I di Sicilia, giurato nel 1391, regio cavaliere e regio familiare; e Giovanna, moglie di Antonio, figlio primogenito di Pietro Bruno.
A Salemi i Sanclemente occuperanno con regolarità le primarie cariche pubbliche fino al XVIII secolo.